# Soyouz 4
Soyouz 4 est un vol du programme spatial de l'Union soviétique lancé le 14 janvier 1969 dans le cadre du programme Soyouz, amorcé deux ans plus tôt.
Deux jours plus tard, le vaisseau a servi de cible à Soyouz 5 : ainsi a été réalisé le tout premier amarrage de deux vaisseaux habités ainsi que le premier transfert d'équipage entre deux vaisseaux.

## Équipage
Les nombres entre parenthèses indiquent le nombre de vols spatiaux effectués par chaque individu jusqu'à cette mission incluse.
- Décollage :
  -   Vladimir Chatalov (1) ; doublure : Gueorgui Chonine

- Atterrissage :
  -   Vladimir Chatalov
  -   Yevgeny Khrunov (1)
  -   Aleksei Yeliseyev (1)

## Contexte
Ce vol ainsi que le vol Soyouz 5 (qui se déroule au même moment et auquel il est lié) interviennent un mois après que les Soviétiques viennent de perdre une manche décisive dans la course à l'espace qui les oppose aux Américains : trois semaines plus tôt, en effet, lors des fêtes de Noël 1968, alors qu'avec le programme Zond ils envisageaient de faire contourner la Lune par deux de leurs cosmonautes (lire les articles sur Zond 5 et 6), leurs concurrents ont réussi à placer trois astronautes en orbite autour de notre satellite (vol Apollo 8) avec la fusée Saturn V.
Ce vol vise à rattraper leur retard sur les Américains sur les rendez-vous spatiaux et des amarrages avec un vaisseau-cible, qui les maîtrisent depuis 1966 avec les vols Gemini. En 1967, le vol Soyouz 1 a été un échec total (mort du pilote lors du retour sur Terre) et, en 1968, celui de Soyouz 3 un demi-échec (non reconnu comme tel à l'époque), son pilote ayant réussi à se rapprocher à Soyouz 2 sans parvenir à s'y amarrer.
Un débarquement sur la Lune étant inconcevable sans maîtriser les techniques de rendez-vous et d'amarrage, l'objectif assigné aux occupants de Soyouz 4 et 5 est précisément de rattraper le retard pris. Mais, comme le plus grand secret entoure les vols spatiaux des Russes, on ne l'apprendra qu'une vingtaine d'années plus tard, au moment de la Glasnost et peu avant que l'URSS ne soit dissoute.

## Objectifs
Soyouz 4 joue très exactement le rôle que devait jouer Soyouz 1 par rapport à Soyouz 2 : servir de cible à Soyouz 5 et, une fois l'amarrage effectué, accueillir deux de ses occupants au terme d'une sortie extravéhiculaire, les deux engins n'étant pas équipés d'un tunnel de liaison permettant un transfert par l'intérieur (comme cela sera le cas à partir de Soyouz 10, deux ans plus tard).
Au delà de son caractère spectaculaire (première sortie à deux hommes), cette  performance sert d'essai au programme lunaire soviétique puisqu'il n'est pas prévu que le module lunaire et le module orbital soient reliés par un tunnel.

## Déroulement

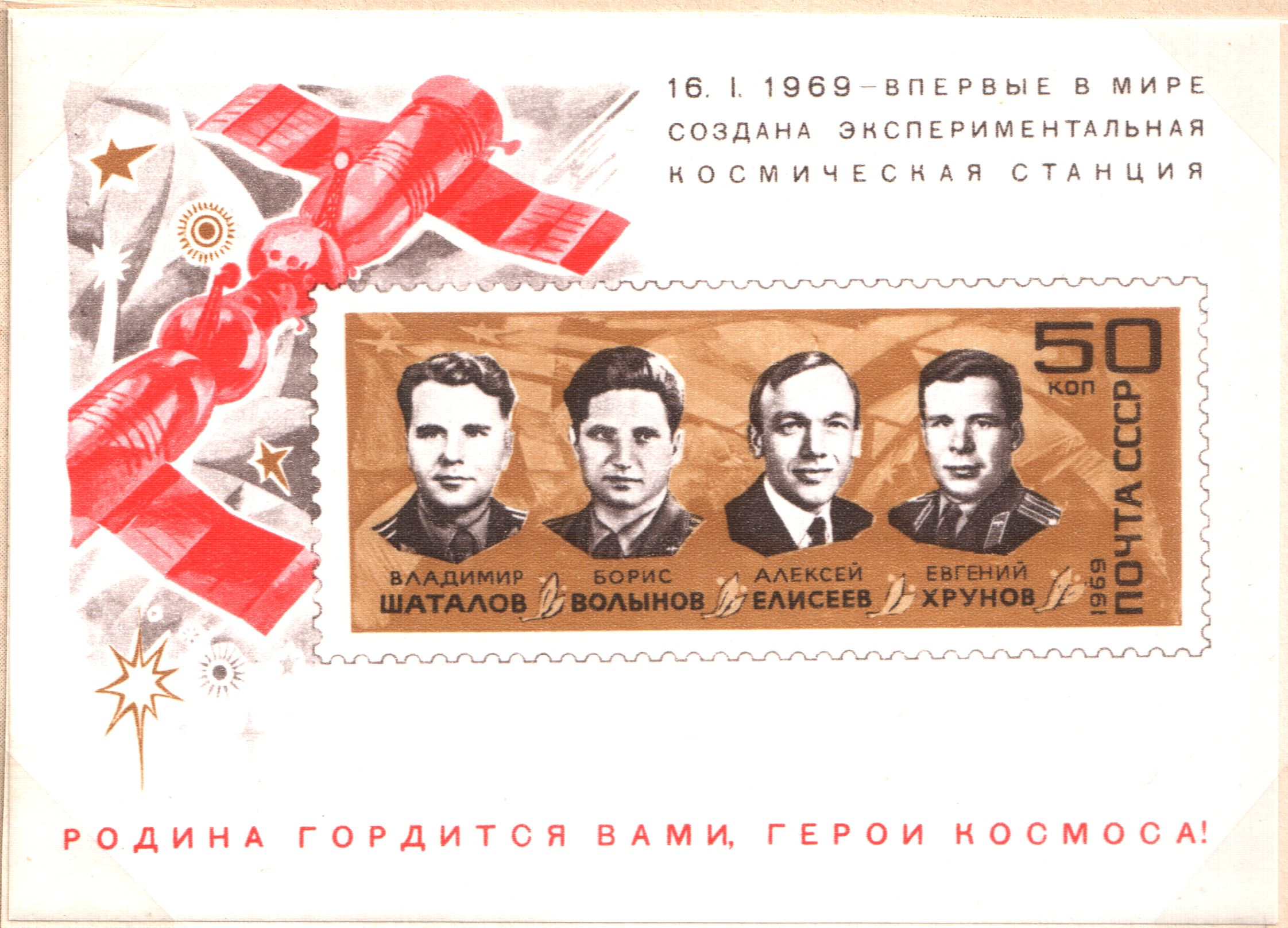
Commémoration philatélique des vols Soyouz 4 et 5

Soyouz 4 décolle le 14 janvier avec Vladimir Chatalov pour seul passager. Le lendemain, c'est au tour de Soyouz 5, piloté par Boris Volynov, lui-même accompagné par Yevgeny Khrunov et Aleksei Yeliseyev.
Volynov opère le rendez-vous le 16, alors que Soyouz 4 effectue sa 32e orbite, mais la jonction n'intervient qu'une demi-heure plus tard, s'effectuant à 25 cm par seconde.
Les deux engins restent solidaires pendant seulement 4h 34min et c'est durant ce laps de temps que Khrounov et Yeliseyev effectuent leur sortie extravéhiculaire (laquelle ne dure que 37 minutes) pour rejoindre Chatalov à bord de Soyouz 4 et regagner la Terre à ses côtés.

## Suites du vol
Malgré un retour assez dramatique de Soyouz 5, les cosmonautes se retrouveront sur Terre pour les cérémonies honorifiques mais, le 22 janvier, ils seront malgré eux impliqués dans une tentative d'assassinat de Léonid Brejnev à Moscou.

## Paramètres de la mission
- Masse : 6 625 kg
- Périgée : 213 km
- Apogée : 224 km
- Inclinaison : 51.7°
- Période : 88.8 minutes